# ClayFighter
ClayFighters é um jogo eletrônico de luta lançado em 1993 para o Super Nintendo Entertainment System e mais tarde, em 1994, para o Mega Drive. Em 2009 o jogo foi relançado para o Virtual Console, junto com os dois jogos de Earthworm Jim e Boogerman, ambos da Interplay Entertainment.
O jogo possui um tema de circo, focado mais no humor do que em um jogo sério. O jogo é composto por animações chamadas Claymations, feitas com modelos de argila fotografados e digitalizados, daí dando origem ao nome do jogo.
Essa foi uma das duas franquias da Interplay com o tema "argila", sendo a segunda um jogo de plataforma chamado Claymates.

## História
Um meteoro feito inteiramente de argila atinge um humilde circo na América. A gosma do objeto interestelar contamina os trabalhadores do circo, transformando eles em versões bizarras e super poderosas de seu antigo ego.

## Personagens
ClayFighter possui oito personagens jogáveis e um chefe. Durante a escolha de personagens, é dada uma pequena lista de gostos e desgostos do mesmo, algo meramente humorístico. Cada um dos personagens também possui sua própria arena de batalha (Com a exceção de N.Boss, o chefe, que luta na Arena de The Blob).
- Bad Mr. Frosty
- The Blob
- Blue Suede Goo
- Bonker
- Helga
- Ickybod Clay
- Taffy
- Tiny
- N. Boss

## Recepção
O jogo ganhou o prêmio "Best Street Fighter Wannabee" de 1993 pela Electronic Gaming Monthly. Ele ainda levou os prêmios "Best Sound Effects" e "Best Ad".

## ClayFighter: Tournament Edition
ClayFighter foi seguido de uma versão de torneios chamada ClayFighter: Tournament Edition, o qual possui várias mudanças em relação ao primeiro, sendo a maioria para o conserto de defeitos no anterior. Essa versão é exclusiva do SNES e foi lançada em Maio de 1994. Algumas das diferenças principais foram:
- A maior parte das arenas foram alteradas. Algumas foram refeitas do zero.
- Muitos problemas foram consertados, incluindo um que permitia que o jogador jogasse como N. Boss.
- Novos modos de jogo foram adicionados, com ênfase nos modos para multiplayer.
- A tela de introdução e de título foram alteradas.